# Alexander Schneider (Musiker)

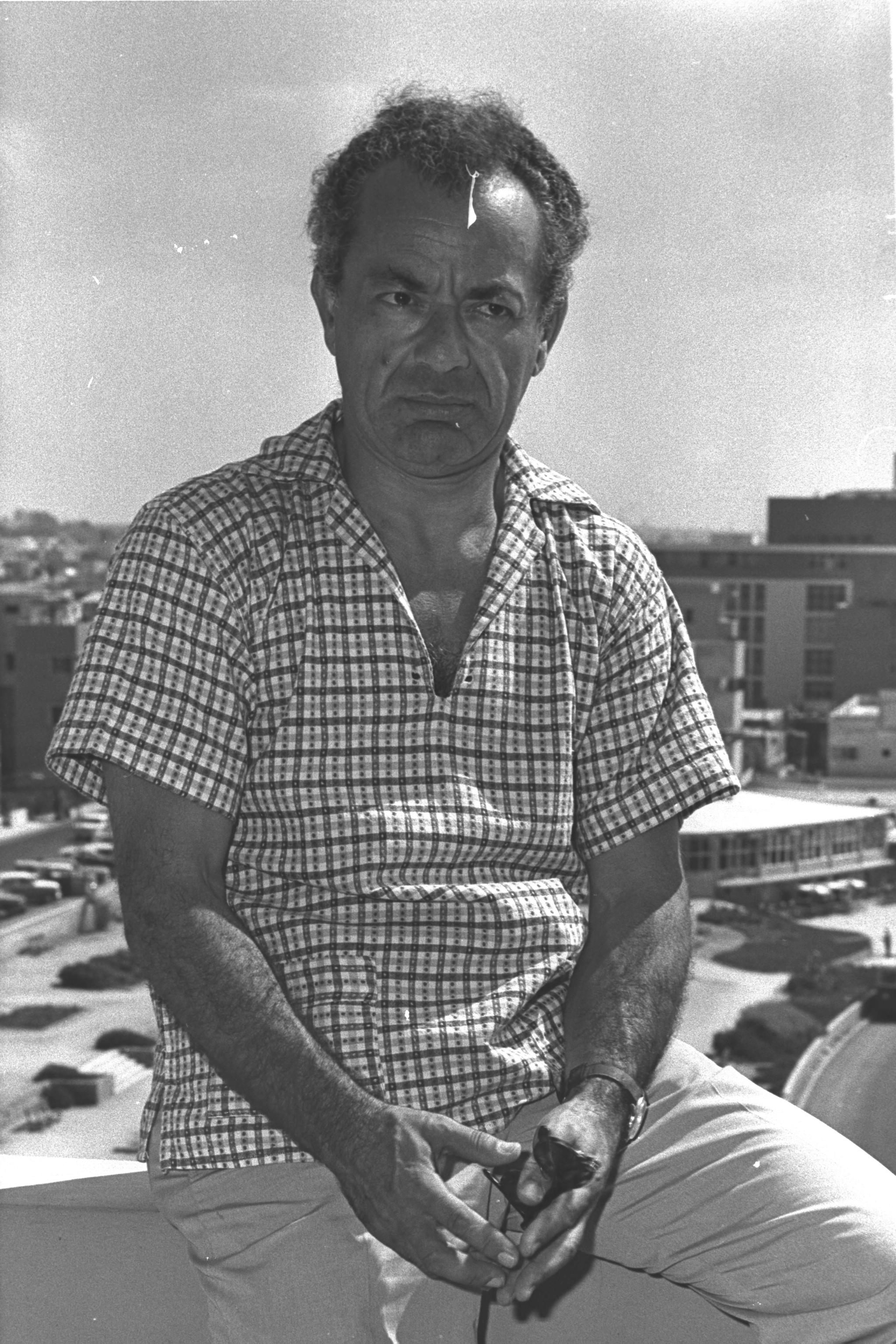
Alexander Schneider (1961)

Alexander (Sascha) Schneider (* 21. Oktober 1908 in Vilnius, Kaiserreich Russland; † 2. Februar 1993 in New York) war ein russischer Violinist jüdischer Herkunft. In den USA war er als Dirigent und Musikerzieher tätig.
Schneider war in Frankfurt am Main Schüler von Adolf Rebner. In Frankfurt wurde er anschließend Konzertmeister, emigrierte als Jude 1933 in die USA, wurde Mitglied des Budapester Streichquartetts und Leiter des Casals-Festivals in Prades.
Er war auch der Gründer der Freikonzerte im New Yorker Washington Square Park.
Robert Baldock schreibt über Schneider: „Seine Mutter und seine Schwestern waren in Auschwitz umgekommen – und damit stand für ihn fest, daß er nie wieder in Deutschland oder Österreich würde spielen können.“